# Lekkoatletyka na Igrzyskach Luzofonii 2009
Lekkoatletyka na Igrzyskach Luzofonii 2009 – zawody sportowe, które rozegrano 12, 13 i 19 lipca na stadionie uniwersytetu w Lizbonie.

## Rezultaty

### Mężczyźni
| Konkurencja:          | 1. miejsce                                                                       | Rezultat | 2. miejsce                                                                             | Rezultat | 3. miejsce                                                                                    | Rezultat |
| 100 m                 | Francis Obikwelu                                                                 | 10.18    | José Carlos Moreira                                                                    | 10.33    | Jorge Sena                                                                                    | 10.35    |
| 200 m                 | Arnaldo Abrantes                                                                 | 20.64    | Bruno Barros                                                                           | 20.78    | Hugo Sousa                                                                                    | 20.90    |
| 400 m                 | Eduardo Vasconcelos                                                              | 46.32    | João Pedro Ferreira                                                                    | 47.00    | Luís Ambrosio                                                                                 | 47.14    |
| 800 m                 | Lutimar Paes                                                                     | 1.48.89  | Rui Silva                                                                              | 1.49.03  | Renato Silva                                                                                  | 1.49.68  |
| 1500 m                | Chaminda Wijekoon                                                                | 3.48.15  | Hélio Gomes                                                                            | 3.48.91  | Hudson Souza                                                                                  | 3.49.26  |
| 5000 m                | Manuel Damião                                                                    | 14.34.69 | Eduardo Mbengani                                                                       | 14.35.76 | Ubiratan Santos                                                                               | 14.51.73 |
| 10 km                 | Rui Silva                                                                        | 30.14    | Daniel Silva                                                                           | 30.30    | Ricardo Ribas                                                                                 | 30.46    |
| 3000 m z przeszkodami | Alberto Paulo                                                                    | 8.38.48  | Pedro Ribeiro                                                                          | 8.39.90  | Fernando Fernandes                                                                            | 9.32.90  |
| 110 m przez płotki    | Anselmo Silva                                                                    | 13.97    | Luis Sá                                                                                | 14.22    | Rasul Dabo                                                                                    | 14.35    |
| 400 m przez płotki    | Raphael Fernandes                                                                | 50.61    | João Santos Neto                                                                       | 51.09    | Kurt Couto                                                                                    | 51.10    |
| Sztafeta 4 x 100 m    | Brazylia · Vicente Lima · José Carlos Moreira · Jorge Sena · Bruno Barros        | 39,30    | Portugalia · Dany Gonçalves · Arnaldo Abrantes · Edi Souza · Francis Obikwelu          | 39,31    | Sri Lanka · Mohamed Safran · Ashan Ranasinhage · Jeewan Warnakulasuriya · Shehan Ambepitiyage | 40,38    |
| Sztafeta 4 x 400 m    | Brazylia · Luis Ambrósio · Wallace Vieira · Rodrigo Bargas · Eduardo Vasconcelos | 3:07,76  | Portugalia · Filipe Santos · António Rodrigues · Bruno Gualberto · João Pedro Ferreira | 3:13,10  | Sri Lanka · Mohamed Safran · Ashan Ranasinhage · Jeewan Warnakulasuriya · Shehan Ambepitiyage | 3:21,70  |
| Skok wzwyż            | Guilherme Cobbo                                                                  | 2.16     | Paulo Gonçalves                                                                        | 2.12     | Ulika Bravo da Costa                                                                          | 2.06     |
| Skok w dal            | Marcos Chuva                                                                     | 8.09     | Marcos Caldeira                                                                        | 7.83     | Rogério Bispo                                                                                 | 7.78     |
| Trójskok              | Nelson Évora                                                                     | 17.15    | Jefferson Sabino                                                                       | 16.84    | Marcos Caldeira                                                                               | 16.41    |
| Pchnięcie kulą        | Marco Fortes                                                                     | 19.74    | Gustavo Mendonça                                                                       | 17.89    | Ronald Julião                                                                                 | 17.63    |

### Kobiety
| Konkurencja:       | 1. miejsce                                                                      | Rezultat | 2. miejsce                                                                     | Rezultat | 3. miejsce                                                                                                  | Rezultat |
| 100 m              | Lucimar Moura                                                                   | 11.30    | Sónia Tavares                                                                  | 11.39    | Carla Tavares                                                                                               | 11.52    |
| 200 m              | Sónia Tavares                                                                   | 23.64    | Evelyn Santos                                                                  | 23.79    | Vanda Gomes                                                                                                 | 23.91    |
| 400 m              | Jailma Lima                                                                     | 52.63    | Emmily Pinheiro                                                                | 53.29    | Chandrika Mudiyanselage                                                                                     | 53.41    |
| 800 m              | Sandra Teixeira                                                                 | 2.06.42  | Christiane Santos                                                              | 2.07.14  | Adimilda de Sousa                                                                                           | 2.07.15  |
| 1500 m             | Jéssica Augusto                                                                 | 4.15.86  | Sabine Heitling                                                                | 4.17.68  | Christiane Santos                                                                                           | 4.21.45  |
| 5000 m             | Sara Moreira                                                                    | 15.45.05 | Leonor Carneiro                                                                | 16.15.40 | Fabiana Silva                                                                                               | 16.21.79 |
| 10 km              | Fernanda Ribeiro                                                                | 32.49    | Marisa Barros                                                                  | 33.14    | Adriana Aparecida da Silva                                                                                  | 35.36    |
| 100 m przez płotki | Fabiana Moraes                                                                  | 13.32    | Mónica Lopes                                                                   | 13.66    | Gisele Albuquerque                                                                                          | 13.73    |
| 400 m przez płotki | Lucimar Teodoro                                                                 | 56.69    | Patrícia Lopes                                                                 | 57.05    | Luciana França                                                                                              | 58.52    |
| Sztafeta 4 x 100 m | Brazylia · Rosemar Coelho Neto · Lucimar Moura · Thaissa Presti · Evelyn Santos | 44,08    | Portugalia · Andréia Felisberto · Tânia Duarte · Carla Tavares · Sónia Tavares | 45,05    | – | –        |
| Sztafeta 4 x 400 m | Brazylia · Geisa Coutinho · Emmily Pinheiro · Sheila Ferreira · Jailma Lima     | 3:34,16  | Portugalia · Andréia Felisberto · Tânia Duarte · Carla Tavares · Sónia Tavares | 3:37,90  | Wyspy Świętego Tomasza i Książęca · Glória Espírito Santo · Lacabela Quaresma · Celma Bonfim · Ludmila Leal | 4:06,14  |
| Skok wzwyż         | Lucimana Silva                                                                  | 1,81     | Mónica Freitas                                                                 | 1,78     | Marisa Anselmo                                                                                              | 1,74     |
| Trójskok           | Patrícia Mamona                                                                 | 13,79    | Fernanda Gonçalves                                                             | 13,41    | Tânia Silva                                                                                                 | 13,23    |
| Skok w dal         | Naide Gomes                                                                     | 6,74     | Keila Costa                                                                    | 6,71     | Fernanda Gonçalves                                                                                          | 6,20     |
| Pchnięcie kulą     | Elisangela Adriano                                                              | 17,02    | Andrea Britto                                                                  | 16,26    | Maria Antónia Borges                                                                                        | 15,24    |

### Lekkoatletyka niepełnosprawnych
| Konkurencja                                                                         | Złoto                | Czas  | Srebro                | Czas  | Brąz                 | Czas  |
| ----------------------------------------------------------------------------------- | -------------------- | ----- | --------------------- | ----- | -------------------- | ----- |
| 400 m mężczyzn detale. lisboa2009.org. [zarchiwizowane z tego adresu (2016-03-03)]. | Cândido Cândido      | 54.07 | José António Monteiro | 54.52 | Alfredo Manuel Zinga | 55.42 |
| 400 m kobiet detale. lisboa2009.org. [zarchiwizowane z tego adresu (2016-03-03)].   | Maria Celeste Manuel | 73.91 | Jenifer Santos        | 74.38 | Suely Sanches        | 79.44 |
| Wyścig na 1500 m wózkami mężczyzn                                                   | Francisco Pina       | -     | −                     | -     | −                    | -     |

## Klasyfikacja medalowa
| Klasyfikacja medalowa |                                   |       |        |      |      |
| Lp.                   | Kraj                              | Złoto | Srebro | Brąz | Suma |
| 1                     | Portugalia                        | 15    | 17     | 7    | 39   |
| 2                     | Brazylia                          | 15    | 14     | 16   | 45   |
| 3                     | Sri Lanka                         | 1     | 0      | 3    | 4    |
| 4                     | Wyspy Świętego Tomasza i Książęca | 0     | 0      | 2    | 2    |
| 5                     | Angola                            | 0     | 0      | 1    | 1    |
| 5                     | Mozambik                          | 0     | 0      | 1    | 1    |